# Vương quốc Haiti
Vương quốc Haiti (Pháp: Royaume d'Haïti, Haiti: Ini an Ayiti) là một quốc gia do Henri Christophe thành lập vào ngày 28 tháng 3 năm 1811 khi ông tự xưng là Vua Henri I sau một thời gian cai trị trước đây dưới danh xưng tổng thống. Đây là nỗ lực thứ hai của Haiti nhằm tái lập nền quân chủ, khi Jean-Jacques Dessalines từng nắm quyền thống trị toàn bộ Đế quốc Haiti. Sau vụ ám sát Hoàng đế Jacques, đất nước bị chia làm hai phần riêng biệt. Henry lên làm Tổng thống Quốc gia Haiti cai trị miền bắc và Alexandre Pétion, một người da màu tự do nắm quyền Tổng thống Cộng hòa Haiti ở miền nam.
Trong suốt triều đại của mình, Henry đã cho xây dựng sáu lâu đài, tám cung điện (bao gồm Cung điện Sans-Souci và pháo đào Citadelle Laferrière, nhằm mục đích bảo vệ vương quốc khỏi những cuộc xâm lược có thể xảy ra từ người Pháp. Ông đã tạo nên một tầng lớp quý tộc và bổ nhiệm bốn hoàng tử, tám công tước, 22 bá tước, 37 nam tước và 14 hiệp sĩ.
Sau một cơn đột quỵ và với sự ủng hộ nền thống trị tàn tạ của mình, Henry I đã tự sát vào ngày 8 tháng 10 năm 1820. Ông được chôn cất tại Citadelle Laferrière. Con trai và người thừa kế của ông là Jacques-Victor Henry, Hoàng Thái tử Haiti, đã bị lực lượng cách mạng ám sát 10 ngày sau đó ở Sans-Souci Palace. Tướng Jean-Pierre Boyer được chỉ định là người kế nhiệm Alexandre Pétion tại nước Cộng hòa Haiti ở miền nam. Ông trở thành Tổng thống, có công hợp nhất cả hai miền đất nước và cai trị mãi đến tận năm 1843.